# Carl Johan Johansen
Carl Johan Johansen, född 3 maj 1915 i Norge, död 21 december 1978 , var en jurist som var lagman i Sunne tingsrätt från 1971 till sin död 1978.
Johansen blev juris kandidat vid Uppsala universitet 1944. Han blev hovrättsråd i hovrätten för Västra Sverige 1963 och häradshövding i Fryksdals domsaga 1970, för sedan vara lagman i Sunne tingsrätt 1970-1978.